# Ehrenmord
Der Begriff Ehrenmord (englisch hono[u]r killing) bezeichnet die Ermordung eines Mitglieds aus der Familie des Täters als Strafe für eine angenommene Verletzung der familieninternen Verhaltensregeln durch das Opfer. Der Mord soll die vermeintliche Schande bzw. die drohende oder bereits zugefügte gesellschaftliche Herabsetzung des Täters bzw. seiner Familie abwenden und dem Umfeld signalisieren, dass die Ehre wiederhergestellt wurde.
In der Mehrzahl der Fälle sind die Opfer weiblich und die ausführenden Täter männliche Familienmitglieder, es sind aber auch Männer als Liebhaber einer Frau oder Homosexuelle gefährdet und auch Frauen kommen als Täter in Betracht. Derart motivierte Morde sind in archaischen, von Stammestraditionen bestimmten Gesellschaften im Nahen und Mittleren Osten am häufigsten zu finden. Obwohl sie einer vorislamischen Tradition entstammen, treten sie in islamischen Kontexten, besonders in Staaten mit Scharia-Gesetzgebung im Nahen und Mittleren Osten sowie Pakistan vermehrt auf, lassen sich aber ebenfalls in nicht-muslimischen Regionen in Indien oder Lateinamerika nachweisen. Sogenannte „Ehrenmorde“ kommen auch vereinzelt in europäischen Ländern mit hohem Zuwandereranteil aus den betreffenden Gebieten vor.

## Ehrbegriff
Im Wertesystem vieler streng traditionalistischer Gesellschaften hängt die „gesellschaftliche Ehre“ der gesamten Familie auch vom normgerechten Verhalten aller Angehörigen ab. Hierbei ist die sittliche Moral von besonderer Bedeutung und Tragweite.
Insbesondere in streng patriarchalischen Gesellschaften sind derartige Vorstellungen bis heute noch vorhanden, in besonderem Maße in allen Bereichen, wo es um die Aufrechterhaltung der Sexualmoral geht. Diese ist häufig identisch mit der Jungfräulichkeit der unverheirateten Frauen und der Sittsamkeit sowie dem Gehorsam sämtlicher jüngeren weiblichen Sippenmitglieder. Deshalb können bereits geringere „Vergehen“ wie etwa das Schreiben von Liebesbriefen, Händchenhalten oder auch nur Blickkontakte als Makel angesehen werden. Der Zweck besteht darin, durch außergewöhnlich harte und kompromisslose Entscheidungen auf diesem Gebiet Einschüchterung zu verursachen und so die Familie zu beherrschen. Die Männer in diesen Familien sind dabei nicht weniger Opfer ihrer Kultur als die Frauen – wenn sie auch seltener persönlich darunter zu leiden haben.
Diese Vorstellung einer gesellschaftlichen „Ehre“ hat nichts mit einem persönlichen Ehrbegriff zu tun. Sie überschneiden sich allenfalls da, wo der Täter eines Ehrenmordes seine persönliche Ehre darin sieht, den Anweisungen der Familie zu gehorchen, wie er es als gutes Mitglied dieser Familie versprochen hat.

### Ehrverletzung
Je nachdem, wie streng der Ehrbegriff ausgelegt wird, verletzt ein Familienmitglied die Familienehre sehr schnell. In manchen patriarchalischen Kulturen reicht es beispielsweise, wenn eine Frau die von der UNO garantierten Menschenrechte wahrnimmt und beispielsweise einen für sie auserwählten Ehemann ablehnt (siehe Zwangsheirat) oder ihren Ehemann verlässt. Teilweise reicht bereits der bloße Wunsch dazu – oder gar nur der Verdacht, sie würde diesen Wunsch hegen. Der soziale Druck in derartigen Gesellschaften ist daher extrem hoch – entsprechend die daraus resultierende Angst.
Da Homophobie in vielen traditionellen patriarchalischen Kulturen fest verankert ist, gilt dort auch Homosexualität als Ehrverletzung. In solchen Fällen besitzen die Betroffenen nicht mehr den bevorzugten Status, den Männer sonst in einer patriarchalischen Gesellschaft genießen.
In anderen Kulturen, die nicht einseitig geschlechterspezifisch urteilen, können alle Mitglieder einer Familie die Familienehre beflecken: etwa dann, wenn ein Familienmitglied in Gegenwart von Mitgliedern einer höher gestellten Familie ungebührlich handelt, so dass diese darin eine Beleidigung erkennt. Ebenfalls als Ehrenbefleckung kann gelten, wenn Befehle des Familienoberhaupts ignoriert oder kritisiert werden (Ex 21,17 ). Wenn eine Familie solches Verhalten duldet, gilt sie nach außen hin als schwach – und wird dadurch angreifbar.
Eine Familie kann in diesem kulturellen Verständnis auch dann „entehrt“ sein, wenn der/die Betreffende keine „Schuld“ an den Vorkommnissen trägt: zum Beispiel, wenn sie vergewaltigt wird. Bezeichnend ist, dass oftmals der Aspekt der Ehrverletzung höhere Aufmerksamkeit bekommt als die Umstände, die dazu geführt haben. So kann eine Frau, die vergewaltigt wurde, ebenso einen Familienmakel darstellen wie eine, deren Mann sie bezichtigt, ihn verlassen zu wollen. Für die Entscheidung, ob ein Ehrenmord begangen werden soll oder nicht, ist die Vorgeschichte, die zur Verletzung der Familienehre geführt hat, von untergeordneter Bedeutung – in erster Linie zählt hier, dass die Ehre verletzt wurde und wie man sie wiederherstellt.
In Jordanien zeigen Autopsien, dass bei 80 % der Verdächtigten gar keine unerlaubte sexuelle Beziehung bestanden hatte, die als Mord-Begründung angeführt wurde.
Zuweilen werden Ehrenmorde an geraubten Frauen verübt, da eine alleinstehende geraubte Frau bei der Heirat keinen Brautpreis bringt und folglich der Familie „wertlos“ erscheint.
Die afghanische Frauenrechtsorganisation RAWA machte Fälle von Ehrenmorden infolge eines zufälligen Blickes einer Frau auf einen Mann bekannt.

### Wiederherstellung der Familienehre
Aufgrund der sozialen Struktur in den von Ehrenmorden betroffenen Ländern werden Ehrverletzungen vom sozialen Umfeld sehr streng sanktioniert. Nach diesen Vorstellungen kann nur der Tod dessen, der den Makel in die Familie getragen hat, diese wieder vom Makel befreien. Es handelt sich dabei um eine „Familiensache“.
In vielen patriarchalischen Gesellschaften wird üblicherweise die gesamte erweiterte Familie über die Angelegenheit informiert und sie entscheidet gemeinsam über das weitere Vorgehen. In manchen Kulturen, in denen die Familienhierarchie absolut ist, kann auch das Familienoberhaupt allein entscheiden.
Zwar sind meist nahe männliche Verwandte (Väter, Brüder, Ehemänner) die Täter; an der Tatvorbereitung sind jedoch auch Frauen beteiligt. Da die Anstiftung zum Mord in den meisten Ländern ebenfalls als schwere Straftat gilt, sind juristisch gesehen häufig auch Frauen Täterinnen, auch wenn bei Ehrenmorden die Schuld oft nicht zweifelsfrei den Familienoberen zugeordnet werden kann.
Die Befürworter dieser Praxis sehen darin kein Verbrechen, sondern eine soziale Notwendigkeit, die dem höheren Zweck diene, die Familie zu erhalten. Im Verständnis dieser Kulturen geht es weniger darum, die Person, die Schande über die Familie gebracht hat, zu bestrafen, sondern eher darum, den „Fleck“, den „Schmutz“ aus der Familie zu entfernen. Die Zielsetzung eines Ehrenmordes ähnelt also der einer Verstoßung. Die innere Logik dieser Sichtweise stammt aus archaischen Zeiten, in denen eine Verstoßung aus dem Schutz der Familie mit großer Wahrscheinlichkeit einen zumeist langsamen Tod bedeutete. Ein schneller Tod wurde daher als gnädiger angesehen.

## Verbreitung

### Weltweit
Offizielle Statistiken oder systematische Studien, die die tatsächliche Anzahl der Ehrenmorde belegen, existieren nicht, weil diese häufig im Verborgenen stattfinden. Überdies sind in ländlichen Gegenden Mädchen und Frauen oftmals nicht offiziell im Geburtenregister eingetragen, so dass ihr Verschwinden nicht unbedingt auffällt.
Nach Schätzungen des Weltbevölkerungsberichts der UNO aus dem Jahr 2000 werden alljährlich ca. 5000 Mädchen und Frauen in mindestens 14 Ländern wegen „sittlicher Ehre“ ermordet. Über die Zahl ermordeter Jungen und Männer liegen keine Angaben vor. Die soziale Rechtfertigung dieser Morde erfahren sie durch einen traditionellen Ehrenkodex, der bestimmte Verhaltensregeln festlegt. Die Ehre einer Person oder der Familie, einer Gruppe oder sogar eines Landes werden dabei als besonders hohes und schützenswertes Gut eingestuft, das es zu wahren und zu verteidigen gilt. Insbesondere stark traditionsbewusst verwurzelte Menschen, Gruppen oder Gesellschaften, wie häufig in islamisch geprägten Ländern – dort ebenfalls bei nicht-muslimischen Minderheiten, wie beispielsweise der Fall der Jesidin Du’a Khalil Aswad zeigt – orientieren sich stark an alten Sitten, Bräuchen und Ritualen. Bei Gesichtsverlust, das heißt Verstoß gegen einen Ehrenkodex, werden zur angeblichen „Wiederherstellung der Ehre“ in bestimmten Fällen auch Mordtaten ausgeübt.
Ehrenmorde kommen gehäuft in armen Ländern und hier in Gemeinschaften, die besonders von Exklusion bedroht sind, vor. Eine Umfrage unter türkischen Studenten zeigte allerdings 2006, dass sie auch in gebildeteren Kreisen nicht selten als legitim angesehen werden. In allen betroffenen Kulturen und Religionen sind die Opfer überwiegend Mädchen und Frauen. Einem Bericht der pakistanischen Menschenrechtskommission zufolge waren 28 von 36 (78 %) in einem Monat registrierten (Ehren-)Mordopfern weiblich.
Ehrenmorde sind im Wesentlichen ein Phänomen der Gesellschaften Nordafrikas, des Nahen und Mittleren Ostens und Zentralasiens. Viele dieser Gesellschaften besitzen eine islamische Bevölkerungsmehrheit; allerdings hat der „Ehrenmord“ in der islamischen Gesetzgebung, der Schari'a, keinerlei Basis. Er fällt somit nach islamischer Erkenntnis in die Kategorie des Mordes, der laut Schari'a die Todesstrafe zur Folge hat. Schätzungen zufolge finden weltweit etwa 90 % aller Ehrenmorde in islamischen Familien oder Gemeinschaften statt.
In islamkritischen Kreisen wird das Fehlen einer dezidierten Frontstellung bei Einwanderern islamischen Glaubens gegen Ehrenmorde beklagt. Zum Beispiel bemängelte die in Berlin beruflich tätige türkisch-kurdische Anwältin Seyran Ateş: „Migranten tun zu wenig gegen Ehrenmorde.“
Laut einer Studie der iranischen und kurdischen Frauenrechtsorganisation (IKWRO) wurden im Jahr 2010 in Großbritannien fast 3000 Ehrenverbrechen begangen, die von Schlägen und Säureangriffen bis hin zu Entführungen und Morden reichten.
In Indien wurden 2010 etwa 1200 Ehrenmorde erfasst, davon die meisten im Norden des Landes. Offizielle Zahlen für 2017 - 2019 gehen von insgesamt 145 Morden aus, was allerdings als zu niedrig eingeschätz wird. Unter Hindus in Indien sind die Hauptgründe für Ehrenmorde eine voreheliche Beziehung oder das (unerlaubte) Heiraten eines Partners aus einer anderen Kaste oder innerhalb der eigenen Gotra. V.a. die Kombination Frau aus höherer Kaste und Mann aus niedriger Kaste kam häufig vor. Eine Vergleichsstudie zwischen Indien und Pakistan basierend auf Medienberichten aus dem Zeitraum 2010 bis 2020 kommt zu dem Ergebnis, dass unter Hindus auch mehr Männer Opfer von Ehrenmorden werden, sei es durch die eigene Familie oder die Familie der Frau beide tötet (die Tat wird zu über 90 % von der Familie der Braut begangen). Auch war bei den Hindus der Anteil an Morden höher an denen weibliche Familienangehörige beteiligt waren. Seltener als bei Muslimen werden die Täter von der Dorfgemeinschaft bestimmt. Die Taten in Pakistan als auch in Indien fanden meist einige Zeit nach der unerwünschten Heirat statt, indem der Sohn oder die Tochter unter dem Vortäuschen des Todes oder Krankheit eines Familienangehörigen angelockt wurde oder versichert wurde, dass man sich mit der Ehe mittlerweile abgefunden hätte. Auffällig ist auch, dass unter Hindus kaum Morde wegen eines modernen Lebensstil gab, der sich auf Verhaltensweisen außerhalb einer geschlechtlichen Beziehung bezieht (Kleidung, Musik etc.).

### Ehrenmorde in westlichen Ländern
In westlichen (Industrie-)Ländern geschehen heutzutage Ehrenmorde vorwiegend in Großstädten und Ballungszentren mit relativ hohem Anteil von Ausländern bzw. Migranten aus besonders traditionsbewussten Kulturkreisen. Zudem leben diese Menschen segregiert, was das Problem verstärkt. Manchmal geschehen diese als Folge eines Konflikts von Immigranten der dritten oder vierten Generation. In Großbritannien beispielsweise liefen im Sommer 2007 Mordermittlungen in rund 100 Fällen sogenannter Ehrenmorde.
Politik, Polizei und Justiz westlicher Staaten wird oft vorgeworfen, die Gefahr von Ehrenmorden nicht ernst genug zu nehmen. Im Fall der von ihrem Ex-Ehemann Kazim Mahmud Raschid auf offener Straße in München lebendig verbrannten 24-jährigen Sazan Bajez-Abdullah wurden Verstöße gegen das seit einem Jahr bestehende Kontaktverbot erst nach der Gewalttat geahndet. Das Verwaltungsgericht München musste aufgrund der Gesetzeslage einen Antrag der Asylbewerberin auf Prozesskostenhilfe postum ablehnen, weil „Gefährdungen wegen Familienehre“ lediglich „Probleme [seien], die in den allgemeinen Regeln des Iraks und den gesellschaftlichen Gepflogenheiten und religiösen Normen wurzeln“. Auch bei der von ihrem getrennt lebenden jordanischen Ehemann getöteten Deutsch-Jordanierin Hanna H. (29), Mutter von drei kleinen Kindern, waren vorausgegangene Verstöße des Täters gegen ein Annäherungsverbot nicht geahndet worden. Ganz ähnlich blieb im Fall der von ihrer Familie ermordeten 20-jährigen Kurdin Banaz Mahmod die Polizei in Birmingham trotz konkreter Hinweise auf die Gefährdung und Hilfeersuchen der Bedrohten gänzlich untätig. Einzelne deutsche Gerichte haben den Familien der Täter zumindest das Sorgerecht für hinterbliebene Kleinkinder der Opfer verweigert.
Ehrenmorde in Deutschland
2011 führte das Max-Planck-Institut für ausländisches und internationales Strafrecht (MPICC) in Freiburg im Breisgau im Auftrag des Bundesministeriums des Innern eine Studie zu Ehrenmorden in Deutschland durch. Das Ziel dieser Studie bestand in der Dokumentation aller Fälle von Ehrenmorden in Deutschland im Zeitraum von 1996 bis 2005 auf der Basis von Prozessakten sowie Medienberichten. Es wurden 78 Taten untersucht, darunter zahlreiche Grenzfälle zur Blutrache und zur Partnertötung. Die Studie kam zu dem Ergebnis, dass von 122 Tätern 113 (93 %) männlich und neun (7 %) weiblich waren. Von den 109 Opfern waren 47 (43 %) männlich sowie 62 (57 %) weiblich. Der Anteil der männlichen Opfer war damit den Autoren der Studie zufolge erheblich größer, als es in der Öffentlichkeit und teils auch in der Fachdiskussion wahrgenommen wird. Der größte Teil der getöteten Personen war zwischen 18 und 34 Jahre alt, die Täter hingegen überwiegend 40 bis 49 Jahre.
Die Auswertung des ethnischen und Migrationshintergrunds ergab den eindeutigen Befund, dass fast alle Täter außerhalb Deutschlands geboren wurden (91 %) und keine deutsche Staatsangehörigkeit besaßen (92 %). 9,2 Prozent der Täter waren Migranten der zweiten Generation, d. h., sie wurden in Deutschland geboren. Die Täter waren zu 63 % in der Türkei geboren, es folgten arabische Länder (14 %), Albanien und Länder des ehemaligen Jugoslawien (8 %) sowie Pakistan und Afghanistan mit 6 %. Ein einziger Täter war ethnischer Deutscher: ein Auftragsmörder, der von einem jesidischen Kurden bezahlt wurde.
Eine rechtssoziologische Studie von Dietrich Oberwittler und Julia Kasselt widerlegte 2011 die verbreitete ausschließliche Assoziation des Phänomens der Ehrenmorde mit dem Islam. Es hängt vielmehr mit bestimmten Traditionen in den Herkunftsgebieten der Familien zusammen. Eine Mehrzahl der türkischen Täter stammte aus Ostanatolien. Darunter waren sowohl ethnische Türken als auch Kurden, darunter Jesiden, sowie syrisch-orthodoxe Aramäer. Die Auswertung der Geburtsorte der Täter ergab eine auffällige Häufung westlich des Vansees.
Im Jahr 2005 erregte die Ermordung von Hatun Sürücü in Berlin großes Aufsehen.
Auch durch Polizeifahndungen mittels der Fernsehsendung „Aktenzeichen XY“ ist das Phänomen in der deutschsprachigen Öffentlichkeit bekannt. So wurde z. B. Ende 2011 der Fall der 18-jährigen jesidischen Kurdin Arzu Özmen ausgestrahlt, die in ein Frauenhaus gezogen und nach einem Besuch bei ihrem Freund verschleppt worden war. Später wurde bekannt, dass ihre fünf Geschwister im Alter von 21 bis 27 Jahren sie verschleppt hatten; ihr 22-jähriger Bruder Osman erschoss sie. Osman Özmen wurde am 16. Mai 2012 zu lebenslanger Haft wegen Mordes, die weiteren an der Tat beteiligten Geschwister zu langjährigen Haftstrafen wegen Geiselnahme und Beihilfe zum Mord verurteilt.
Im Mai 2012 wurde ein 58-jähriger Mann aus Pakistan (Mahmood A.), der seit 1985 in Deutschland lebte, wegen zweifachen Mordes zur Höchststrafe, d. h. lebenslange Haft plus Feststellung der „besonderen Schwere der Schuld“, verurteilt. Seine 20-jährige Tochter hatte heimlich geheiratet. 2003 hatte er das junge Paar zu sich nach Hause eingeladen und die beiden heimtückisch im Schlaf erstochen.
Am 15. Juli 2013 verurteilte das Schwurgericht in Hagen (Nordrhein-Westfalen) einen Onkel zu lebenslänglich und einen zur Tatzeit 16-jährigen Bruder eines Opfers zu einer sechseinhalbjährigen Jugendstrafe.
Am 15. Februar 2013 erstach der 23-jährige Deutsch-Afghane Isa Sh. (in Deutschland aufgewachsen und Student) seine von ihm schwangere Ex-Freundin Jolin S. hinterrücks. Im März 2014 verurteilte das Landgericht Wiesbaden ihn zu einer lebenslangen Freiheitsstrafe. Auch um eine Haftentlassung auf Bewährung nach 15 Jahren unmöglich zu machen, forderte die Staatsanwaltschaft, eine „besondere Schwere der Schuld“ festzustellen; dies tat der Richter nicht. Der Angeklagte habe sich „aufgrund seiner kulturellen und religiösen Herkunft in einer Zwangslage befunden“.
Neuere Fälle und Zahlen für das jeweils abgelaufene Jahr listet das Archiv ehrenmord.de auf.

### Ehrenmorde in der Türkei
In der Türkei fiel nach Angaben der türkischen Familienministerin zwischen 2000 und 2006 fast täglich eine Frau einem Ehrenmord zum Opfer. Nach einer Umfrage des Meinungsforschungsinstituts Metropol hielten im Jahr 2006 bis zu 30 Prozent aller türkischen Studenten „Ehrenmorde“ für eine legitime Reaktion auf eine Verletzung der Familienehre. Besonders hoch war die Zustimmung an osttürkischen Universitäten.
Eine 2007 veröffentlichte Untersuchung der Vereinten Nationen kam zu dem Schluss, dass befragte Türken unterscheiden zwischen Morden um der Ehre willen und Morden aufgrund von Tradition (türk. töre), denen ein Beschluss von Familiengremien zugrunde liegt. Anhand der Aussagen der Täter unterscheidet eine weitere Studie von 2012 zwischen drei verschiedenen Dimensionen der Ehre: Şeref (die Ehre des Familiennamens), Namus (sexuelle Reinheit, Keuschheit, Gesittetheit der Frau) und Itibar (so viel wie  „Kredit“). Gerade der mögliche Verlust der Kreditwürdigkeit sei ein unterschätztes Motiv für Ehrenmorde, bei denen nach westlichem Verständnis zu oft die Verteidigung immaterieller Werte im Vordergrund stehe.
In Großstädten wie Istanbul und unter befragten Migranten wurden derartige Traditionsmorde als „das Problem anderer“ betrachtet, insbesondere als eines der östlichen und südöstlichen Regionen des Landes. Als Gründe hierfür wurden die dortige Unterentwicklung bzw. Rückständigkeit, die bestehenden Sozialstrukturen und andere Defizite angeführt. Morde um der Ehre willen wurde hingegen von den Befragten überwiegend als unvermeidlich beschrieben, da sie auf dem Handeln Einzelner beruhen.
Befragte in den genannten ländlichen Regionen äußerten hingegen zumeist die Auffassung, dass zwischen Morden um der Ehre willen und Traditionsmorden kein Unterschied bestehe. Die Studie kommt an dieser Stelle zu der Schlussfolgerung, dass in diesen Gebieten Tradition eine wichtige Rolle darin spielt, welche Werte mit dem Begriff der Ehre in Verbindung gebracht werden. Vor allem wenn Ehre als der einzige Lebenszweck betrachtet oder durch die Kontrolle über den Körper der Frau konstruiert wurde, wurden Ehrenmorde mit einer höheren Wahrscheinlichkeit als „verständliche“ oder „akzeptable“ Handlungen betrachtet.
Die Kontrolle von Männern über die Sexualität von Frauen, die Keuschheit von Mädchen, eheliche Untreue und Scheidungen werden in der Studie mit dem Ehrbegriff wiederholt in direkten Zusammenhang gebracht. Weitere Faktoren sind „angemessenes Verhalten“, „angemessene Kleidung“ und die Erfüllung der Erwartungen bezüglich der vorausgesetzten Pflichten, die Zulässigkeit des Schulbesuchs und der gewählte Freundeskreis der Frauen. Wiederholt wurden von den Befragten Zusammenhänge zwischen ihren Traditionen und den Regeln des Islam genannt. Insbesondere junge Männer zwischen 18 und 25 nahmen laut Studie harte und intolerante Standpunkte bezüglich Fragen der Jungfräulichkeit und Scheidungen ein und stellten zwischen dem Verhalten ihrer Familienmitglieder und ihrer eigenen Ehre einen direkten Zusammenhang her, während sich ältere Männer im Vergleich gemäßigter äußerten. Frauen – abgesehen von solchen mit geringer Bildung, aus abgelegenen traditionellen Gebieten oder mit starker religiöser Bildung – äußerten sich häufig weniger streng als Männer.
Im Jahr 2008 stellte eine weitere Studie der Vereinten Nationen fest, dass vor allem in den ländlichen Gebieten der Türkei jedes Jahr Hunderte von Frauen ermordet werden, um die angeblich verletzte Ehre ihrer Familien zu rekonstituieren. Die Furcht, dass die Ehre eines Mädchens in irgendeiner Weise „berührt“ wurde, ist hierbei nicht nur die Grundlage für Kinderheirat, sondern gerade auch für Ehrenmorde.
Nach Angaben des Professors Ahsen Şirin an der Ege-Universität in Izmir hat die türkische Polizei innerhalb von fünf Jahren 1091 Ehrenmorde registriert; viele Fälle landeten jedoch gar nicht bei der Polizei, sondern würden als Suizid oder Ähnliches verschleiert. Die  Dunkelziffer ist vermutlich hoch.

## Rechtliche Situation

### Deutschland
Die Strafgesetzgebung in der Bundesrepublik Deutschland unterscheidet bei den vorsätzlichen Tötungsdelikten u. a. zwischen Totschlag und Mord. Als Totschlag gemäß § 212 StGB wird die vorsätzliche Tötung bezeichnet; das Mindeststrafmaß beträgt fünf Jahre Freiheitsstrafe. Eine vorsätzliche Tötung ist dann als Mord gemäß § 211 StGB mit lebenslanger Freiheitsstrafe zu bestrafen, wenn ein so genanntes Mordmerkmal (etwa Tatbegehung aus niedrigen Beweggründen) vorliegt. Ehrenmorde werden häufig als Tötung aus niedrigen Beweggründen eingestuft und damit als Mord bestraft. Die Bewertung als „niedriger Beweggrund“ kann bei Tätern entfallen, die außer Stande sind, ihre Taten zu kontrollieren. Der Wunsch, „alte Besitzrechte“ nicht aufzugeben oder ein unbeschränktes Herrschaftsrecht über Frauen und Mädchen zu demonstrieren, sowie ein egozentrisches Beharren auf einer überholten oder auch im Heimatland nicht mehr mehrheitsfähigen Sexualmoral wird in der Regel als niedriger Beweggrund einzustufen sein, insbesondere bei Tätern, die schon länger in der Bundesrepublik leben.
Seit 2016 besteht bundesweit das Programm Operativer Opferschutz. Dieses Programm, bei dem im Prinzip die gleichen Instrumente wie beim Zeugenschutzprogramm eingesetzt werden, kann durchgeführt werden, sofern Leib und Leben konkret bedroht sind, also beispielsweise ein Ehrenmord-Auftrag besteht. Die Teilnahme setzt die Bereitschaft voraus, das alte Leben komplett hinter sich zu lassen und eine neue Identität anzunehmen. Das Programm wurde erstmals im Jahr 2005 beim Landeskriminalamt Hamburg eingeführt.

### Rechtslage in anderen Ländern
Obwohl in allen Staaten der Welt bei vorsätzlichen Tötungsdelikten in der Regel hohe Strafen verhängt werden, gibt es auch Staaten, in denen Ehrenmorde ungesühnt bleiben. Dies ist besonders der Fall in besonders streng archaisch organisierten oder streng islamisch geprägten Gesellschaften. In vielen Ländern des Nahen und Mittleren Ostens wird für den Ehrenmord eine Strafmilderung gewährt, da man davon ausgeht, dass ein Täter vom unehrenhaften Verhalten seiner Frau oder Tochter provoziert worden sei.
Das im Jahr 2005 in Kraft getretene neue türkische Strafgesetzbuch sieht für vorsätzliche Tötungen aus Gründen der Tradition erschwerte lebenslange Freiheitsstrafe vor (Art. 82 lit. k) türk. StGB). Hierunter können auch Ehrenmorde fallen. Ergänzend führte der Gesetzgeber Vorschriften für eine strenge Bestrafung von Personen ein, die sich zur Tatbegehung eines Minderjährigen oder Schuldunfähigen bedienen (Art. 37 Abs. 2 türk StGB). Daneben existiert in Art. 38 Abs. 2 türk. StGB eine allgemeine Strafschärfungsvorschrift für Anstiftung unter Verwandten beziehungsweise die Anstiftung eines nicht mit dem Anstifter verwandten Kindes. Mit diesen Regelungen soll dem Umstand begegnet werden, dass oft ein Familienrat einen Minderjährigen zur Begehung eines Ehrenmordes bestimmt, da diesem eine vergleichsweise milde Strafe droht.
In anderen islamischen Ländern wie etwa Jordanien oder Pakistan gilt die milde oder sogar ausbleibende Strafe für Ehrenmorde als Garant der Aufrechterhaltung der Sexualmoral. Die gelegentlich angestrebte Gleichstellung von Ehrenmorden mit anderen Morden wird aus diesem Grunde gerade von Islamisten bekämpft. Im Jahre 2003 lehnte das Parlament in Jordanien eine vom Senat vorgeschlagene Verschärfung der Strafen für Ehrenmord ab, weil dies laut im Parlament vertretenen Islamisten lediglich eine „oberflächliche“ Maßnahme sei und nicht die „Wurzel des Problems anpacke“ sowie „religiöse Traditionen verletze“. In Pakistan wurde von einem Regierungsmitglied wiederum die „abschreckende Wirkung“ betont, die Ehrenmorde angeblich bezüglich „sexuell unmoralischen“ Verhaltens, besonders von Frauen, hätten. In seinen Ausführungen ist sexuell unmoralisches Verhalten darüber hinaus schlimmer als ein Mord.
Strafmilderung für den Ehrenmörder ist nicht nur in Jordanien möglich. Strafmilderung sieht z. B. auch das Strafgesetzbuch Ägyptens vor, des Iraks (Strafe nicht über drei Jahre Gefängnis), des Irans, Kuwaits, des Libanons, Libyens (Gefängnisstrafe nicht über zwei Jahre für Handlungen, die sich auf Ehrverletzungen beziehen), Marokkos, Syriens, Tunesiens und der Vereinigten Arabischen Emirate. Das Strafgesetzbuch Algeriens sieht für den Ehrenmörder der beim Ehebruch auf frischer Tat ertappten Frau sogar den Straferlass vor, in Oman ist Straferlass oder Verkürzung der Strafhaft möglich. Aber auch dort, wo eine verminderte Strafe vorgesehen ist, kann sie aufgrund großen familiären oder gesellschaftlichen Drucks oder aber persönlicher Billigung der Tat seitens des Richters ganz entfallen oder nicht mehr als eine Verwarnung des Täters beinhalten.
In Indien ist die Heirat zwischen Kasten seit 1955 legal. Ehre als Motiv gilt nicht als mildernder Umstand. Dennoch sind lokale Behörden und Polizei nicht immer bereit dies auch durchzusetzen. Auch ist es oft schwierig Zeugen zu finden die bereit sind auszusagen.

### Völkerrecht
Das Recht auf körperliche Unversehrtheit ist ein Menschenrecht. Artikel 3 der Allgemeinen Erklärung der Menschenrechte kodifiziert ein Recht auf Leben, Freiheit und Sicherheit der Person.
Die Istanbul-Konvention verpflichtet in Artikel 42 ihre Vertragsparteien, sicherzustellen, dass in Strafverfahren, die in Folge der Begehung einer der in den Geltungsbereich dieses Übereinkommens fallenden Gewalttaten eingeleitet werden, Kultur, Bräuche, Religion, Tradition oder die sogenannte „Ehre“ nicht als Rechtfertigung für solche Handlungen angesehen werden.

### Menschenrechtsorganisationen, NGOs und Politik
Bis weit in die 1990er Jahre wurden Ehrenmorde nicht als Menschenrechtsverletzungen behandelt, sondern als in die jeweilige staatliche Zuständigkeit fallende gewöhnliche Straftaten. Erst auf Druck von Frauenrechtsorganisationen wie beispielsweise Terre des Femmes fingen nichtstaatliche Organisationen wie Amnesty International und Human Rights Watch an, diese Problematik aus einer Menschenrechtsperspektive zu betrachten.  Die schwedische Stiftung Kvinnoforum legte mit Unterstützung der EU im Jahr 1999 den Abschlussbericht Prevention of family violence against young girls and women with Muslim backgrounds – Networking vor. Terre des Femmes Deutschland begann am 25. November 2004 eine zweijährige Kampagne NEIN zu Verbrechen im Namen der Ehre. 2006 rief das Ministerium für Generationen, Familie, Frauen und Integration des Landes Nordrhein-Westfalen zusammen mit Migrantenselbstorganisationen eine Kampagne gegen „Gewalt im Namen der Ehre“ ins Leben.

## Prävention
Phänomenen wie Ehrenmorden vorzubeugen dient beispielsweise die Berliner Initiative Heroes, die darauf zielt, junge zugewanderte Männer für Themen wie Gleichberechtigung, Demokratie, Zwangsheirat und Ehrenmord zu sensibilisieren. Das zunächst in Berlin gestartete Projekt wurde später auch in Duisburg übernommen.

## Filme
- Zur Ehe gezwungen – Frauen flüchten vor ihren Familien. Fernseh-Film von Renate Bernhard und Sigrid Dethloff, Erstausstrahlung: ARD, 2. März 2005, (Informationen bei 3sat)
- Mutluluk – Der Ehrenmord. Spielfilm, Türkei 2007
- Beckmann. Rechtslage zu den „Ehrenmorden“. Gespräch, Deutschland, 2008, Produktion: NDR, Ausstrahlungstermin: 8. Dezember 2008
- Die Fremde (2010) - deutsch-türkischer Spielfilm aus dem Jahr 2010 von Feo Aladağ. Hauptrolle: Sibel Kekilli.
- Nur eine Frau (2019) - deutscher Spielfilm aus dem Jahr 2019 von Sherry Hormann. Hauptrolle: Almila Bagriacik.